# John Olerud
John Garrett Olerud (nació el 5 de agosto de 1968 en Seattle, Estados Unidos) es un ex-beisbolista estadounidense de las Grandes Ligas. Ganó el título de bateo de la Liga Americana en 1993 con promedio de bateo de .363. Obtuvo en tres ocasiones el Guante de Oro como primera base. Jugó con los Azulejos de Toronto (1989–1996), Mets de Nueva York (1997–1999), Marineros de Seattle (2000–2004), Yankees de Nueva York (2004) y Medias Rojas de Boston (2005).
Fue conocido por llevar siempre en el campo el casco de béisbol como precaución, desde que sufrió un aneurisma cerebral cuando jugaba en el colegio.
El 6 de diciembre de 2005, Olerud anunció su retiro del béisbol. 
En su honor se creó el John Olerud Two-Way Player of the Year Award, que es un premio de béisbol colegial.